# Jeunesse royaliste
L'association Jeunesse royaliste est un mouvement politique fondé en 1888 par Eugène Godefroy, Paul Bézine, Roger Lambelin et Paul Le Breton fils.

## Histoire
Les débuts sont extrêmement modestes, puisque deux ans après on ne compte guère qu'une trentaine d'adhérents, étudiants et jeunes avocats. 
Mais l'année suivante, en réaction contre le Ralliement, c'est l'essor relatif. D'une part, les appuis affluent : celui du monarchiste libéral Audren de Kerdrel, celui du général Athanase de Charette de La Contrie qui souhaite placer le groupement sous le signe de la croix et de la cocarde blanche, celui du comte Paul-Gabriel d'Haussonville qui ménage au mouvement la bienveillance des princes, dont Lambelin est d'ailleurs connu puisqu'en 1888 il a été envisager de lui confier la formation militaire de Philippe d'Orléans, Duc d'Orléans aux Indes, et puisqu'en 1890, on lui a demandé un exposé sur la question du Tonkin. Elle connut une expansion rapide à partir de 1892 et revendiquait, vers 1897, 36 000 adhérents avec des comités actifs dans une trentaine de départements.
Peu avant sa mort, Philippe VII accorde son appui ; quant à Philippe VIII, il manifeste à plusieurs reprises son approbation, et, à la suite de désaccords entre son entourage très conservateur et la nouvelle organisation à propos de tactique électorale, il écrit à Lambelin en 1898. D'autre part, les adhésions se multiplient, surtout dans le Midi de la France d'où viennent des suggestions populistes.
Le Premier congrès national se tient à Paris en 1894, les suivants ont lieu à Bordeaux et à Toulouse, où se forgent des méthodes plus vigoureuses et des doctrines annonciatrices de l'Action française, comme la distinction du droit et de la légalité qui en serait souvent tout le contraire.
À la demande du prétendant, le « duc d'Orléans », l'association fut dissoute en 1901 et beaucoup de ses membres rejoignirent alors l'Action française.